# Spilomicrus nigriclavis
Spilomicrus nigriclavis är en stekelart som beskrevs av Marshall 1868. Spilomicrus nigriclavis ingår i släktet Spilomicrus, och familjen hyllhornsteklar. Arten är reproducerande i Sverige.